# Leslie Boardman
Pour les articles homonymes, voir Boardman.
Leslie Boardman (né le 2 août 1889 et décédé le 23 novembre 1975) est un nageur Australien. Lors des Jeux olympiques de 1912 disputés à Stockholm, il remporte une médaille d'or au relais 4 x 200 m nage libre, battant à cette occasion le record du monde. 

## Palmarès
- médaille d'or au relais 4 x 200 m nage libre aux Jeux olympiques de Stockholm en 1912 (pour l'Australasie)